# 雷諾 (阿肯色州)
雷諾（英語：Reyno）是一個位於美國阿肯色州蘭道夫縣的城市。

## 地理
雷諾的座標為36°21′44″N 90°45′17″W / 36.36222°N 90.75472°W，而該地的平均海拔高度為87米（即285英尺）。

## 人口
根據2020年美國人口普查的數據，雷諾的面積為2.62平方千米，皆為陸地。當地共有人口391人，而人口密度為每平方千米149人。